# Горный мёд
Горный мёд — один из разнотравных видов мёда. Его собирают пчёлы зачастую из целебных растений, которые можно найти в регионах горных долин. Разнообразие трав из горных регионов широко применяется в народной медицине, поэтому горный мёд особенно ценится за лечебные свойства, которые нектар пчёл получает из такого разнотравья.

## Происхождение
Чтобы горный мёд получил все полезные свойства, собирают нектар пчёл опыливших следующие растения: шиповник, душица, мелисса, черемуха, радиола, левзея и других трав, список которых довольно велик.
Показатели органолептики горного мёда сильно зависят от региона сбора, сезона и погодных условий, поэтому ценность горного мёда зависит от его региона происхождения.
Сборка и производство горного мёда очень трудоёмкий и нелегкий процесс, поскольку, для начала нужно перевезти пасеку в горную долину, что уже требует немалых усилий.
После сбора пчёлами нектара, мёд необходимо перекачать, что доставляет немало хлопот, учитывая обычное нахождение пасеки на высоте от полутора до трёх тысяч метров.
Тем не менее, весь этот труд оправдан, так как приносит неплохой доход пчеловодам и неоценимую пользу для здоровья покупателям.

## Основные характеристики
Тем не менее, существуют признаки, которые позволяют отличить горный мед от других видов. Первое, что бросается в глаза — это вкус и запах. Уникальный яркий цветочно-фруктовый аромат всегда зависит не от локации сбора мёда, а от цветов, медоносов. В основном он имеет сладкий вкус с горьковато-терпкими нотками. Вкус никогда не будет приторным, скорее свежим, обязательно терпким и с легкой горчинкой, иначе перед вами подделка. Цветовая палитра может колебаться от бледно-желтого до тёмных оттенков бронзового. Горный мёд в свежем виде имеет жидкую консистенцию, но достаточно быстро кристаллизуется, превращаясь в мелкозернистую массу.
В составе горного меда присутствует огромное количество разных витаминов: есть почти все витамины группы В, а также С, РР, К, Н и другие. Присутствуют в нём и ферменты (амилаза, фосфатаза, инвертаза), и микроэлементы (фосфор, кальций, железо, медь, калий и прочие). В данном сорте содержится до 40 % фруктозы, однако, немало и других сахаров: глюкозы и сахарозы. В целом процентное соотношение этих веществ зависит от собственно цветов, с которых был собран нектар и может немного изменяться.
Полезные и лечебные свойства горного меда можно разделить на медицинские и косметические.
Косметические свойства обеспечиваются из-за высокого содержания аминокислот и антиоксидантов, что благотворно влияет на кожу и волосы. Мед выравнивает цвет лица и способствует сужению пор, заживлению мелких ранок и царапин, следов от прыщей. Он используется в составе масок, кремов, бальзамов, скрабов и шампуней.
Что касается лечебных свойств, то тут есть огромное количество органов, на здоровье которых горный мед оказывает благоприятное влияние:
- помогает правильной работе пищеварительной системы;
- обладает антибактериальным и ранозаживляющим эффектом;
- помогает в составе комплексного лечения при ОРВИ и заболеваниях верхних дыхательных путей;
- лечит нервную систему, эффективен при бессоннице, стрессах, нервных расстройствах;
- восстанавливает общую иммунную систему организма;
- благоприятен при заболеваниях женской половой сферы, например, при циститах;
- очень полезен при болезнях желудка, язвах, гастрите, нарушенной кислотности;
- помогает при анемии;
- полезен для похудения;
- помогает при лечении заболеваний сердечно-сосудистой системы.[3]

Хранить горный мед необходимо при температуре +5-10 градусов, оберегая от воздействия прямых солнечных лучей и высокой влажности. При таких условиях, по словам пасечников, горный мед сохраняет свои полезные качества много лет. Связано это с тем, что в продукте содержатся натуральные консерванты.